# Lube

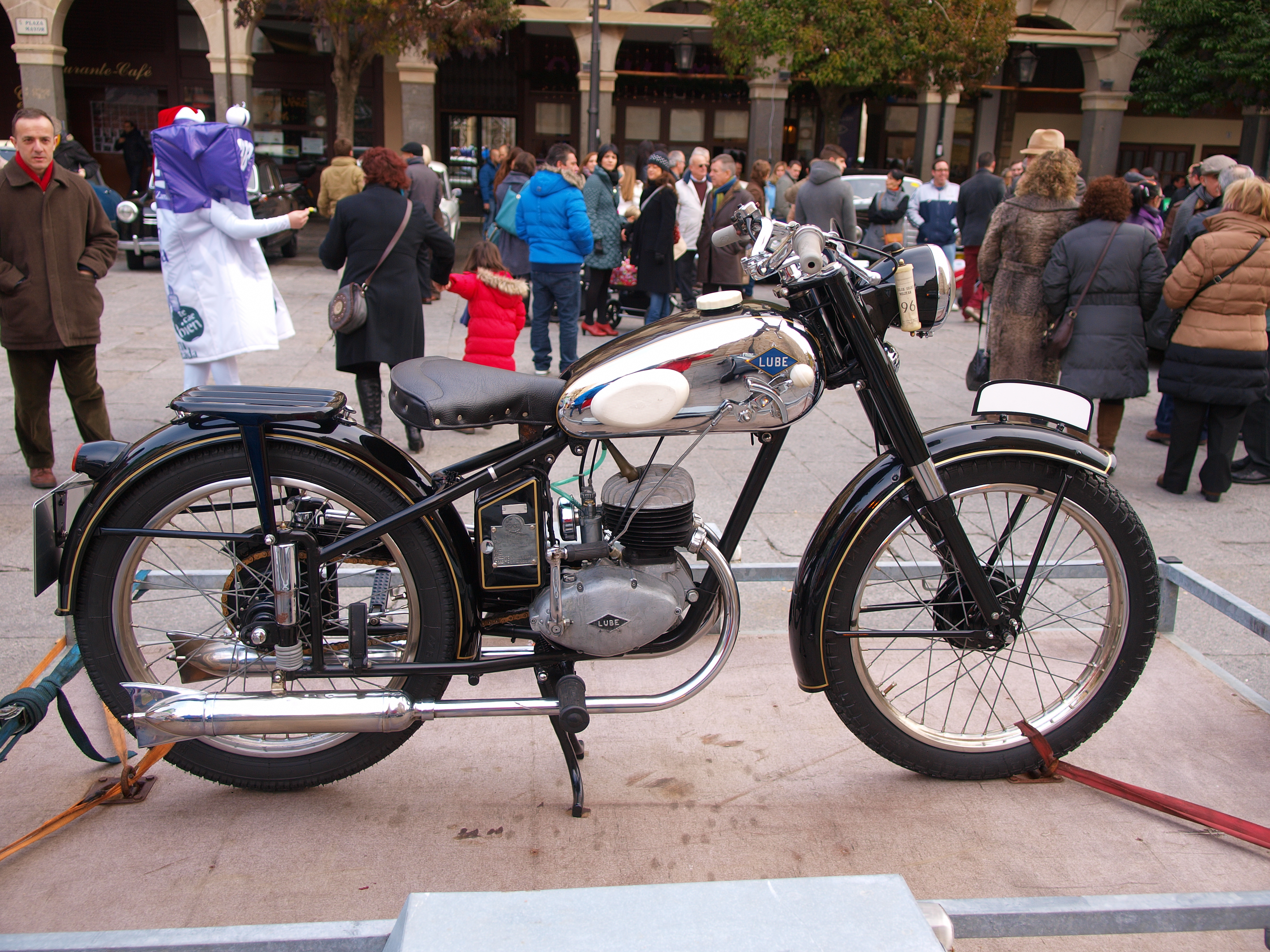
Motocicleta Lube Zamora 920.

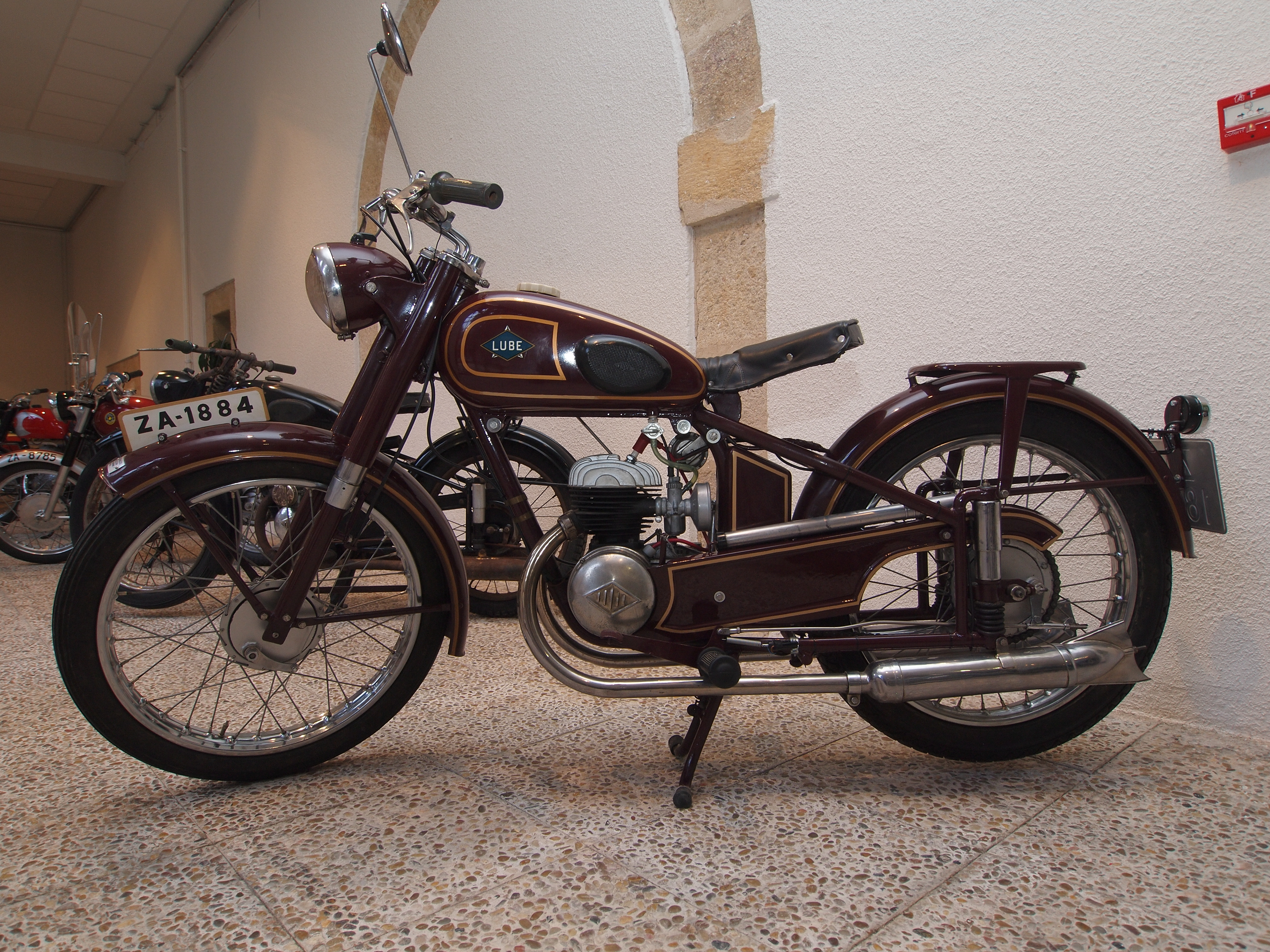
Lube de 99 cc (1955).

Motocicletas Lube fue una empresa de construcción de motocicletas en España creada a mediados del siglo XX, fue una de las primeras compañías de motocicletas junto con Montesa. Ambas compañías construyeron millares de motos durante las décadas de los 50 y los 60.

## Historia
En 1947 el ingeniero Luis Bejarano Murga fundó la empresa Lube-Nsu en Luchana (Baracaldo). Luis había sido ingeniero en la firma fabricante de motocicletas Douglas (Bristol) durante casi treinta años, este trabajo le proporcionó la experiencia para poder abordar la aventura. La compañía acordó con Douglas el abastecimiento de acero, el acuerdo no fructifica debido a que la empresa inglesa entra en quiebra. En 1946 diseña una moto que denomina LBM (siguiendo las iniciales de su fundador: Luis Bejarano Murga, aunque la maledicencia popular la bautizó como La Última Birria Española), posteriormente fue haciendo mejoras y comenzó la serie "A-99". En su momento de más producción la empresa construía cerca de 1000 motos al año, su popularidad era tal que era considerada la "moto del pueblo".
Finalizada la Segunda Guerra Mundial, ya en el año 1952 Luis Bejarano llega a un acuerdo con la compañía alemana NSU Motorenwerke AG (hoy en día Audi) y de esta forma Lube empieza a incorporar piezas de tecnología alemana en sus motocicletas. 
En febrero de 1960, una vez terminado su compromiso con NSU, presentó una motocicleta con motores de dos tiempos en cilindradas de 125 cc y 150 cc y cambio de 4 velocidades; se trata de la Lube Renn, con rueda trasera carenada. Estaba equipada con una horquilla inspirada de las NSU de la época, aunque suprimiendo parte del hidráulico interno, lo que comprometía su funcionamiento amortiguador.
Las Renn modelos TR y más tarde Le Mans y Condor 175 sí disponían de un hidráulico exterior que ayudaba en esta tarea. Las Lube Renn fueron usadas por la Guardia Civil, lo que dio publicidad a sus máquinas.
En 1960 se produjeron 3.500 unidades de los modelos Renn 125, 150 y TR, pasando a fabricarse a partir del mes de julio los nuevos modelos Le Mans, Condor e Izaro, a precios franco fábrica (antes de impuestos) respectivamente de 23.000, 24.000 y 20.500 pesetas.
En los años sesenta, concretamente en 1967, la crisis del sector acabó con la empresa.